# 科塞拉·马迈里
科塞拉·马迈里（Koceila Mammeri，1999年2月23日—），阿尔及利亚男子羽毛球運動員。

## 簡歷
2017年4月，科塞拉·马迈里出戰在南非伯諾尼舉行的非洲羽毛球錦標賽，與尤赫夫·薩布里·梅德爾合作拿得男子雙打比賽冠軍。

## 主要比賽成績
只列出曾進入準決賽的國際賽事成績：
| 年份   | 賽事                         | 公開賽級別 | 項目     | 拍檔                 | 成績   |
| ------ | ---------------------------- | ---------- | -------- | -------------------- | ------ |
| 2016年 | 非洲羽毛球團體錦標賽         | 其他       | 男子團體 | －                   | 季軍   |
| 2017年 | 非洲羽毛球錦標賽             | 其他       | 男子雙打 | 尤赫夫·薩布里·梅德爾 | 冠軍   |
| 2018年 | 全非洲羽毛球男女子團體錦標賽 | 其他       | 男子團體 | －                   | 冠軍   |
| 2018年 | 非洲羽毛球錦標賽             | 其他       | 男子雙打 | 尤赫夫·薩布里·梅德爾 | 亞軍   |
| 2018年 | 非洲羽毛球錦標賽             | 其他       | 混合雙打 | 琳达·马扎里          | 冠軍   |
| 2019年 | 肯亞羽毛球國際賽             | 未來系列賽 | 男子雙打 | 尤赫夫·薩布里·梅德爾 | 冠軍   |
| 2019年 | 肯亞羽毛球國際賽             | 未來系列賽 | 混合雙打 | 琳達·馬扎里          | 準決賽 |
| 2019年 | 全非羽毛球錦標賽             | 其他       | 男子雙打 | 尤赫夫·薩布里·梅德爾 | 冠軍   |
| 2019年 | 全非羽毛球錦標賽             | 其他       | 混合雙打 | 琳达·马扎里          | 冠軍   |
| 2019年 | 非洲運動會羽毛球比賽         | 其他       | 混合團體 | －                   | 銀牌   |
| 2019年 | 非洲運動會羽毛球比賽         | 其他       | 混合雙打 | 琳達·馬扎里          | 金牌   |
| 2019年 | 埃及羽毛球國際賽             | 其他       | 男子雙打 | 尤赫夫·薩布里·梅德爾 | 冠軍   |
| 2019年 | 埃及羽毛球國際賽             | 其他       | 混合雙打 | 琳达·马扎里          | 準決賽 |
| 2019年 | 阿爾及利亞羽毛球國際賽       | 國際系列賽 | 男子雙打 | 尤赫夫·薩布里·梅德爾 | 冠軍   |
| 2019年 | 尚比亞羽毛球國際賽           | 未來系列賽 | 男子單打 | －                   | 準決賽 |
| 2019年 | 尚比亞羽毛球國際賽           | 未來系列賽 | 男子雙打 | 尤赫夫·薩布里·梅德爾 | 亞軍   |
| 2019年 | 南非羽毛球國際賽             | 未來系列賽 | 男子雙打 | 尤赫夫·薩布里·梅德爾 | 冠軍   |
| 2020年 | 全非洲羽毛球男女子團體錦標賽 | 其他       | 男子團體 | －                   | 冠軍   |
| 2020年 | 全非羽毛球錦標賽             | 其他       | 男子雙打 | 尤赫夫·薩布里·梅德爾 | 冠軍   |
| 2020年 | 全非羽毛球錦標賽             | 其他       | 混合雙打 | 琳達·馬扎里          | 亞軍   |
| 2021年 | 秘魯羽毛球國際賽             | 國際系列賽 | 男子雙打 | 尤赫夫·薩布里·梅德爾 | 冠軍   |
| 2021年 | 全非羽毛球錦標賽             | 其他       | 混合團體 | －                   | 亞軍   |
| 2021年 | 全非羽毛球錦標賽             | 其他       | 男子雙打 | 尤赫夫·薩布里·梅德爾 | 冠軍   |
| 2021年 | 全非羽毛球錦標賽             | 其他       | 混合雙打 | 塔妮娜·馬邁里        | 冠軍   |
| 2022年 | 全非洲羽毛球男女子團體錦標賽 | 其他       | 男子團體 | －                   | 冠軍   |
| 2022年 | 全非羽毛球錦標賽             | 其他       | 男子雙打 | 尤赫夫·薩布里·梅德爾 | 冠軍   |
| 2022年 | 全非羽毛球錦標賽             | 其他       | 混合雙打 | 塔妮娜·馬邁里        | 冠軍   |
| 2022年 | 烏干達羽毛球國際賽           | 國際挑戰賽 | 男子雙打 | 尤赫夫·薩布里·梅德爾 | 準決賽 |
| 2022年 | 烏干達羽毛球國際賽           | 國際挑戰賽 | 混合雙打 | 塔妮娜·馬邁里        | 冠軍   |
| 2022年 | 埃及羽毛球國際賽             | 國際系列賽 | 混合雙打 | 塔妮娜·馬邁里        | 準決賽 |
| 2022年 | 馬爾代夫羽毛球國際挑戰賽     | 國際挑戰賽 | 混合雙打 | 塔妮娜·馬邁里        | 亞軍   |
| 2023年 | 全非羽毛球錦標賽             | 其他       | 混合團體 | －                   | 季軍   |
| 2023年 | 全非羽毛球錦標賽             | 其他       | 男子雙打 | 尤赫夫·薩布里·梅德爾 | 季軍   |
| 2023年 | 全非羽毛球錦標賽             | 其他       | 混合雙打 | 塔妮娜·馬邁里        | 冠軍   |
| 2023年 | 聖多明哥羽毛球公開賽         | 國際系列賽 | 混合雙打 | 塔妮娜·馬邁里        | 冠軍   |
| 2023年 | 毛里裘斯羽毛球國際賽         | 國際系列賽 | 混合雙打 | 塔妮娜·馬邁里        | 亞軍   |
| 2023年 | 聖但尼羽毛球公開賽           | 國際挑戰賽 | 混合雙打 | 塔妮娜·馬邁里        | 冠軍   |
| 2023年 | 巴西羽毛球國際系列賽         | 國際系列賽 | 男子雙打 | 尤赫夫·薩布里·梅德爾 | 冠軍   |
| 2023年 | 巴西羽毛球國際系列賽         | 國際系列賽 | 混合雙打 | 塔妮娜·馬邁里        | 亞軍   |
| 2023年 | 喀麥隆羽毛球國際賽           | 國際系列賽 | 男子雙打 | 尤赫夫·薩布里·梅德爾 | 亞軍   |
| 2023年 | 喀麥隆羽毛球國際賽           | 國際系列賽 | 混合雙打 | 塔妮娜·馬邁里        | 冠軍   |
| 2023年 | 拉各斯羽毛球國際經典賽       | 國際挑戰賽 | 男子雙打 | 尤赫夫·薩布里·梅德爾 | 亞軍   |
| 2023年 | 危地馬拉羽毛球國際挑戰賽     | 國際挑戰賽 | 混合雙打 | 塔妮娜·馬邁里        | 準決賽 |
| 2023年 | 烏干達羽毛球國際系列賽       | 國際系列賽 | 混合雙打 | 塔妮娜·馬邁里        | 冠軍   |
| 2023年 | 埃及羽毛球國際賽             | 國際系列賽 | 男子雙打 | 尤赫夫·薩布里·梅德爾 | 準決賽 |
| 2023年 | 埃及羽毛球國際賽             | 國際系列賽 | 混合雙打 | 塔妮娜·馬邁里        | 亞軍   |
| 2023年 | 阿爾及利亞羽毛球國際賽       | 國際系列賽 | 男子雙打 | 尤赫夫·薩布里·梅德爾 | 冠軍   |
| 2023年 | 阿爾及利亞羽毛球國際賽       | 國際系列賽 | 混合雙打 | 塔妮娜·馬邁里        | 冠軍   |
| 2023年 | 危地馬拉羽毛球國際系列賽     | 國際系列賽 | 男子雙打 | 尤赫夫·薩布里·梅德爾 | 亞軍   |
| 2023年 | 危地馬拉羽毛球國際系列賽     | 國際系列賽 | 混合雙打 | 塔妮娜·馬邁里        | 冠軍   |
| 2023年 | 贊比亞羽毛球國際賽           | 國際系列賽 | 男子雙打 | 尤赫夫·薩布里·梅德爾 | 冠軍   |
| 2023年 | 贊比亞羽毛球國際賽           | 國際系列賽 | 混合雙打 | 塔妮娜·馬邁里        | 冠軍   |
| 2024年 | 全非洲羽毛球男女子團體錦標賽 | 其他       | 男子團體 | －                   | 冠軍   |
| 2024年 | 全非羽毛球錦標賽             | 其他       | 男子雙打 | 尤赫夫·薩布里·梅德爾 | 冠軍   |
| 2024年 | 全非羽毛球錦標賽             | 其他       | 混合雙打 | 塔妮娜·馬邁里        | 冠軍   |
| 2024年 | 非洲運動會羽毛球比賽         | 其他       | 男子雙打 | 尤赫夫·薩布里·梅德爾 | 金牌   |
| 2024年 | 非洲運動會羽毛球比賽         | 其他       | 混合雙打 | 塔妮娜·馬邁里        | 金牌   |
| 2024年 | 哈薩克羽毛球國際挑戰賽       | 國際挑戰賽 | 混合雙打 | 塔妮娜·馬邁里        | 準決賽 |
| 2024年 | 聖但尼羽毛球公開賽           | 國際挑戰賽 | 混合雙打 | 塔妮娜·馬邁里        | 準決賽 |
| 2024年 | 埃及羽毛球國際賽             | 國際系列賽 | 男子雙打 | 尤赫夫·薩布里·梅德爾 | 亞軍   |
| 2024年 | 埃及羽毛球國際賽             | 國際系列賽 | 混合雙打 | 塔妮娜·馬邁里        | 冠軍   |
| 2024年 | 阿爾及利亞羽毛球國際賽       | 國際系列賽 | 男子雙打 | 尤赫夫·薩布里·梅德爾 | 冠軍   |
| 2024年 | 阿爾及利亞羽毛球國際賽       | 國際系列賽 | 混合雙打 | 塔妮娜·馬邁里        | 冠軍   |
| 2025年 | 全非洲羽毛球混合團體錦標賽   | 其他       | 混合團體 | －                   | 冠軍   |
| 2025年 | 全非羽毛球錦標賽             | 其他       | 男子雙打 | 尤赫夫·薩布里·梅德爾 | 冠軍   |
| 2025年 | 全非羽毛球錦標賽             | 其他       | 混合雙打 | 塔妮娜·馬邁里        | 冠軍   |

| 2007-2017年 | 首要超級賽 | 超級賽 | 黃金大獎賽 | 大獎賽 | 國際挑戰賽 | 國際系列賽 | 未來系列賽 | 其他 |

| 2018-2026年 | 總決賽 | 超級1000賽 | 超級750賽 | 超級500賽 | 超級300賽 | 超級100賽 | 國際挑戰賽 | 國際系列賽 | 未來系列賽 | 其他 |

### 奧運會和世錦賽參賽紀錄
|          | 搭檔                 | 2021 | 2022 | 2023 | 2024       |
| -------- | -------------------- | ---- | ---- | ---- | ---------- |
| 男子雙打 | 尤赫夫·萨布里·梅德尔 | 48強 | －   | －   | －         |
|          |                      |      |      |      |            |
| 混合雙打 | 塔妮娜·馬邁里        | －   | －   | －   | 小組第四名 |

## 外部連結
- 科塞拉·马迈里在世界羽球聯盟的登錄資料